# ماریتا لانگه
ماریتا لانگه (آلمانی: Marita Lange؛ زادهٔ ۲۲ ژوئن ۱۹۴۳) پرتاب‌گر وزنه زن اهل آلمان بود.